# Schöder
Schöder osztrák község Stájerország Muraui járásában. 2017 januárjában 971 lakosa volt.

## Elhelyezkedése

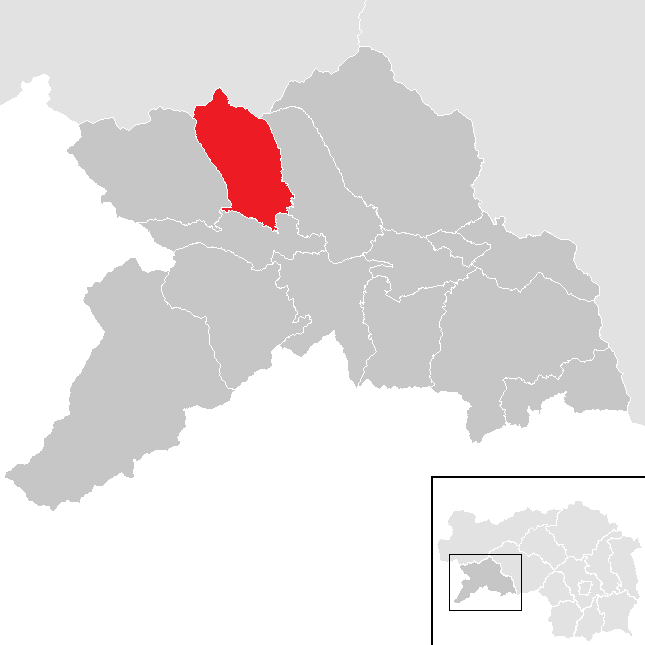
Schöder a Muraui járásban

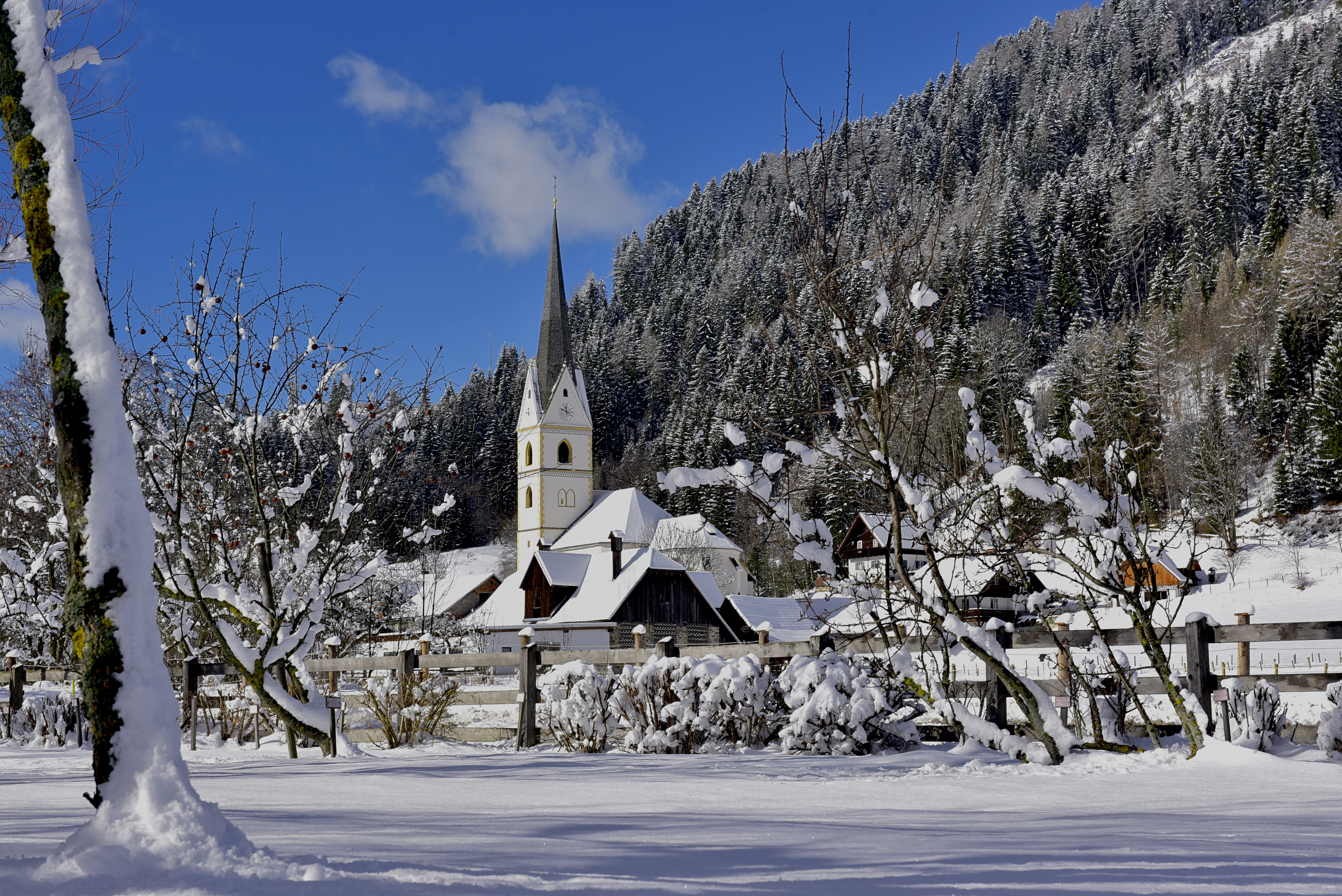
A Mária születése-plébániatemplom

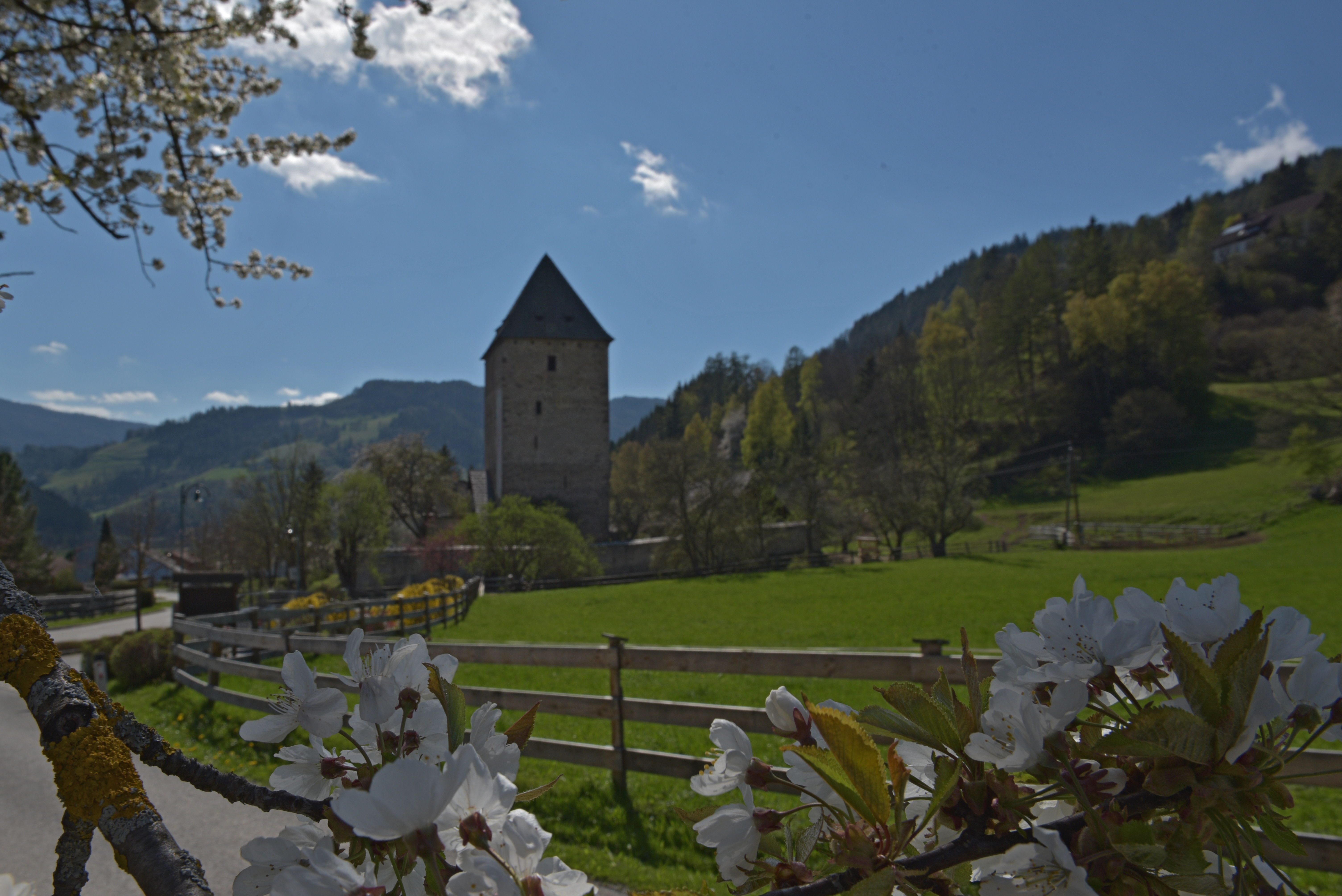
A baierdorfi toronyerőd

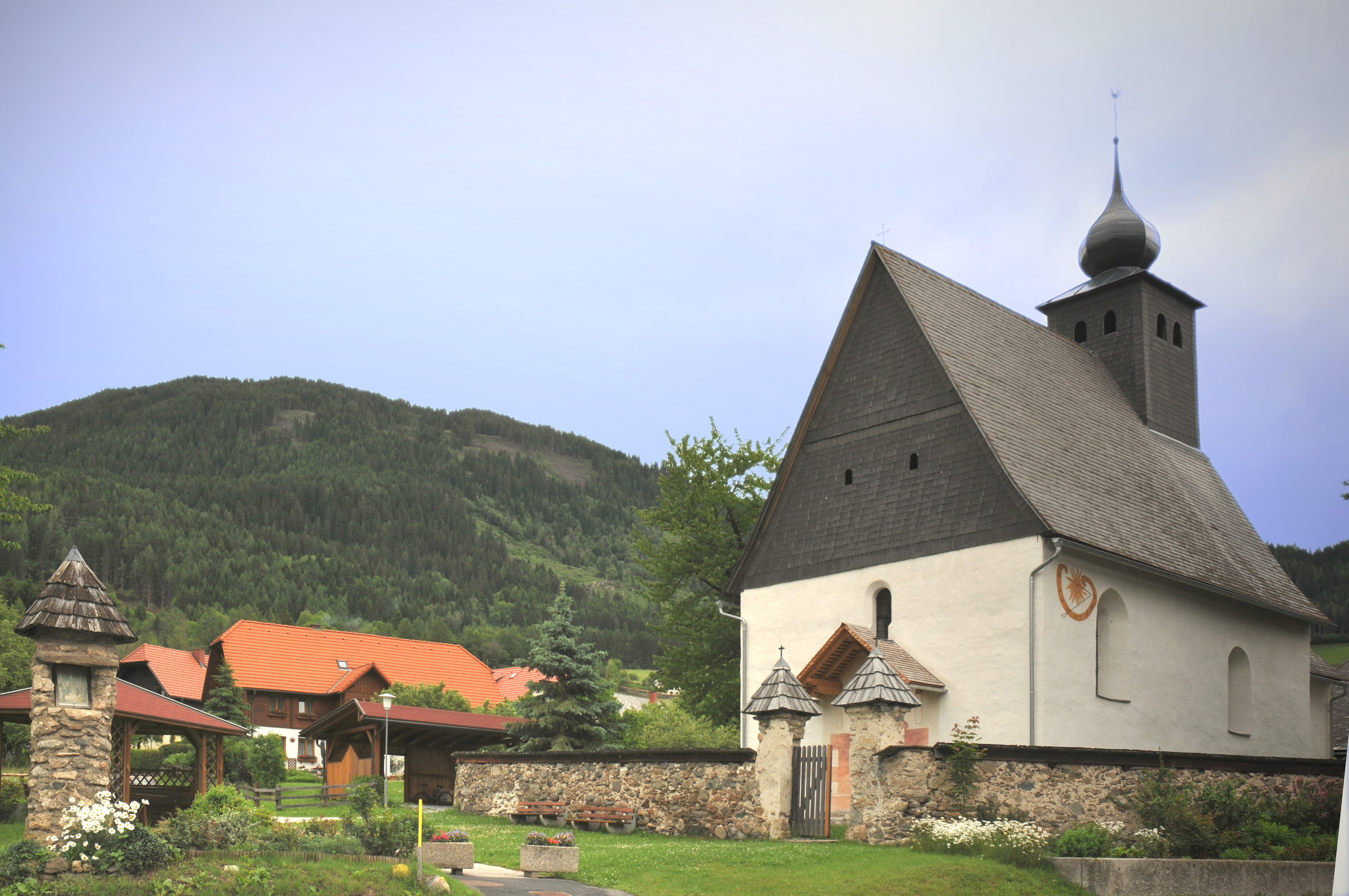
A baierdorfi Szt. Miklós-templom

Schöder Felső-Stájerországban fekszik a Mura-völgy és az Alacsony-Tauern hegységrendszeréhez tartozó Schladmingi-Tauern, valamint a Rottenmanni- és Wölzi-Tauern hegységei között, a Mura és az Enns völgyét összekötő Sölk-hágó déli oldalán. Az önkormányzat 3 települést egyesít: Baierdorf (310 lakos), Schöder (458 lakos) és Schöderberg (222 lakos)
A környező önkormányzatok: keletre Sankt Peter am Kammersberg, délre Ranten, nyugatra Krakau, északra Sölk.

## Lakosság
A schöderi önkormányzat területén 2017 januárjában 971 fő élt. A lakosságszám 1934-ben érte el csúcspontját 1202 fővel, azóta többé-kevésbé egyenletesen csökkenő tendenciát mutat. 2015-ben a helybeliek 96%-a volt osztrák állampolgár; a külföldiek közül 1% a régi, 2004 előtti EU-tagállamokból érkezett, 2,9% pedig az EU-n, illetve volt Jugoszlávián és Törökországon kívüli országokból származott. 2001-ben a lakosok 97,1%-a római katolikusnak, 1,1% evangélikusnak, 1,5% pedig felekezet nélkülinek vallotta magát.

## Látnivalók
- a gótikus Mária születése-plébániatemplomban felújítása során középkori freskókra bukkantak
- az 1794-es plébánia
- az 1445-ben már álló műemlék parasztház
- a baierdorfi Wehranlage egy középkori toronyerőd. A jó állapotban megmaradt jókora, hatemeletes tornyot kör alakú fal és árok veszi körbe. Az erőd már a 9. században a salzburgi érsek birtokában volt. 1292-ben megrongálódott, mai formájában az ezutáni átépítés során alakult ki. Déli falán 1505-1510 körül készült Szt. Kristóf-freskó látható.
- a baierdorfi Szt. Miklós-templomot először 1234-ben említik. Részben védőfal veszi körbe. Az épület román, gótikus és barokk stílusjegyeket is mutat. Főoltára 1726-ból származik. Oltárszekrénye 1625-ben készült. 16. századi oldaloltárai Szt. Annát és Szt. Klárát ábrázolják.
- a Günster-vízesés a tartomány legmagasabb vízesése
- az augusztusban megtartott hagyományos lóvásár több ezer látogatót vonz

## Fordítás
- Ez a szócikk részben vagy egészben  a   Schöder című német Wikipédia-szócikk ezen változatának fordításán alapul.  Az eredeti cikk szerkesztőit annak laptörténete sorolja fel. Ez a jelzés csupán a megfogalmazás eredetét és a szerzői jogokat jelzi, nem szolgál a cikkben szereplő információk forrásmegjelöléseként.